# Hisonotus charrua
Hisonotus charrua és una espècie de peix de la família dels loricàrids i de l'ordre dels siluriformes.

## Distribució geogràfica
Es troba a Sud-amèrica: riu Uruguai a l'Uruguai.